# Frankenstein (band)
Frankenstein was een Nederlandse heavymetalband, afkomstig uit Zuidwolde (Drenthe) en Dedemsvaart (Overijssel).

## Biografie
Frankenstein werd in 1972 opgericht, zwaar geïnspireerd door de muziek van Jimi Hendrix maar ook door het eerste album van Black Sabbath. Al snel had de band de reputatie een zware en rauwe band te zijn. Eind jaren zeventig was de band behoorlijk populair en speelde ongeveer 50 tot 60 optredens per jaar, waarvan veel optredens met de boerenrockband Normaal.
In 1979 doken ze de Flowertree Studio in om enkele nummers op te nemen voor het compilatiealbum "Northern Lights". Een jaar later verscheen Frankenstein met de nummers "I Sold my Soul" en "Lady Luck" op het compilatiealbum “Metal Clogs” samen met bands als Impact, Gilgamesj en de Belgische metalband Crossfire. Daarna ging de band een tijdje uit elkaar vanwege meningsverschillen en omdat zanger Bert Slomp naar Finland verhuisde.
In 1983 besluit gitarist Berthus Westerhuis om Frankenstein nieuw leven in te blazen met drie andere en nieuwe leden. Alhoewel Frankenstein ondertussen over een eigen vrachtwagen en zes roadies beschikte, had de band nog steeds geen eigen album uitgebracht. In 1984 startte de band hun "Back From The Grave"-tournee en brachten ze eindelijk iets uit: de single "Don't Cry When I Die" met als B-kant "Jesus". De single had een oplage van 1000 exemplaren en wordt tegenwoordig als een zeldzaamheid beschouwd. De band verwelkomt in 1984 een nieuwe drummer en een nieuwe bassist.
In 1987 houdt de band het voor bekeken. Berthus Westerhuis bleef actief in de muziek als producer en geluidstechnicus in zijn eigen opnamestudio. In 2019 verscheen zijn biografie "Ik Bruuthus".

## Reünieconcert
In 2009 brengt de band eindelijk een cd uit met nummers uit de periode 1980-1984 en in 2010 volgt er een reünieconcert met tal van oud-leden. In 2011 werd een dvd uitgebracht van dit liveconcert.

## Discografie
- 1979 - Northern Lights (verzamelalbum, nummer "I Sold my Soul")
- 1982 - Metal Clogs (verzamelalbum, nummers "I Sold my Soul" en "Lady Luck")
- 1984 - Don't Cry when I Die (single)
- 2009 - Front of House Cassette Tapes 80-84: Live Bootleg (live album)

## Bandleden

### Laatste bandleden
- Berthus Westerhuis - gitaar (1972-1987)
- Ruud Stevens - zang (1982-1987)
- Rindert Leegsma - basgitaar (1987)
- Rob Poelman - drums (1987)

### Voormalige bandleden
- Bert Slomp - zang (1972-1981)
- Roelof Kloeze - basgitaar (1972-1981)
- Harrie van Ingen - basgitaar (1982)
- Henk Kamermans - basgitaar (1984)
- Rieks Vogelzang - drums (1972-1978)
- Jos Koek - drums (1981)
- Rob Bredewoud - drums (1982)
- Alfred Kers - drums (1984)